# Торе II
Торе II је насеље у Италији у округу Сиракуза, региону Сицилија.
Према процени из 2011. у насељу је живело 87 становника. Насеље се налази на надморској висини од 45 м.